# Queen of Esquimalt
Die Queen of Esquimalt war ein 1963 in Dienst gestelltes Fährschiff der kanadischen Reederei BC Ferries. Sie stand bis 2008 auf der Strecke zwischen dem Horseshoe Bay Ferry Terminal und dem Departure Bay Ferry Terminal im Einsatz und ging nach dreijähriger Liegezeit 2011 als Princess Jaqueline zum Abbruch nach Mexiko.

## Geschichte
Die Queen of Esquimalt entstand unter der Baunummer 100 in der Werft der Victoria Machinery Depot Company in Victoria und lief am 22. Januar 1963 vom Stapel. Nach der Ablieferung an BC Ferries nahm sie am 31. März 1963 den Fährdienst von Vancouver nach Vancouver Island auf. Das Schiff gehörte zur Victoria-Klasse, die neben der Queen of Esquimalt aus der Queen of Victoria, Queen of Vancouver, Queen of Saanich, Queen of Nanaimo, Queen of Burnaby sowie der Queen of New Westminster, welche als einzige noch in Fahrt ist, bestand. Die Queen of New Westminster, Queen of Nanaimo und Queen of Burnaby bildeten hierbei jedoch eine auch als Burnaby-Klasse bezeichnete Unterklasse, die leicht von den anderen Schiffen abweicht.
Von Februar bis Juni 1969 wurde die Queen of Esquimalt in North Vancouver von 104,2 auf 129,98 Meter verlängert. Dort erhielt sie im Januar 1981 zudem ein zusätzliches Fahrzeugdeck, was ihre Tonnage fast verdoppelte. Seit 1994 stand das Schiff zwischen dem Horseshoe Bay Ferry Terminal und dem Departure Bay Ferry Terminal im Einsatz. Gelegentlich lief es auch das Langdale Ferry Terminal an.
Am 5. April 2008 beendete die Queen of Esquimalt nach 45 Dienstjahren ihre letzte Überfahrt und wurde aufgelegt. Im Monat darauf ging sie an die chinesische Reederei Dalian Golden Sun, erhielt im Juni den Namen Princess Jaqueline und stand fortan unter der Flagge Kambodschas. Eine erneute Indienststellung erfolgte jedoch nicht mehr, stattdessen lag das Schiff ab Oktober 2008 in Port Alberni.
Am 1. Juni 2011 wurde die Princess Jaqueline nach mehr als drei Jahren Aufliegezeit von Port Alberni ins mexikanische Ensenada geschleppt, wo sie am 10. Juni zum Abbruch eintraf.